# Parque Natural dos Esportes Chico Mendes
O Parque Natural dos Esportes "Chico Mendes", criado em 22 de dezembro de 1977, é um parque municipal da cidade de Sorocaba. Possui uma grande área verde, 155.649 m² com cobertura vegetal predominante de eucaliptos, um lago e trilhas para atividades educativas. Há também preservação de áreas de mata ciliar. Situa-se na Avenida Três de Março, 1.025 - Alto da Boa Vista -  Sorocaba - SP, na estrada que vai para o Bairro Aparecidinha.